# Сарбай (приток Уязы)
Сарбай — река протекает по территории Миякинского района Башкортостана. Сарбай впадает в Уязы по левому берегу, в 41 км от устья последней, длина реки 11 км.

## Данные водного реестра
По данным государственного водного реестра России относится к Камскому бассейновому округу, водохозяйственный участок реки — Дёма от истока до водомерного поста у деревни Бочкарёва, речной подбассейн реки — Белая. Речной бассейн реки — Кама.
Код объекта в государственном водном реестре — 10010201312111100024540.